# Werner Wollenberger
Werner Wollenberger (* 6. Juni 1927 in Heilbronn, Deutschland; † 17. Oktober 1982 in Zürich) war ein Schweizer Schriftsteller, Publizist, Satiriker und Regisseur.

## Biografie
Werner Wollenberger wuchs in Basel auf, wo er Germanistik studierte. Ab August 1947 schrieb er für das Kabarett Kikeriki Texte und war dort auch Regisseur. 1950 trat er in das Autorenteam des Cabaret Fédéral ein. Er verfasste Programme unter anderem für Walter Roderer und das Schauspielerduo Voli Geiler und Walter Morath sowie für Die Kleine Freiheit in München und für das Kom(m)ödchen. Später wurde er künstlerischer Berater am Schauspielhaus Zürich.
Wollenberger war einer der beliebtesten Autoren und Regisseure von Schweizer Cabaretsendungen und Musicals (Neufassung Die kleine Niederdorfoper, Text zu Mis Dach isch dr Himmel vo Züri). Das Spektrum seiner Tätigkeiten umfasste auch Arbeiten für Radio und Fernsehen (Ein Fall für Männdli), Filmdrehbücher (SOS – Gletscherpilot, Taxichauffeur Bänz), Songtexte, Zeitungskolumnen, Theater- und Filmkritiken. Zudem war er auch als Übersetzer tätig (Musical Promises, Promises; deutsche Songtexte für Es war die Lerche von Ephraim Kishon).
Wollenberger war zudem von 1962 bis 1967 Chefredaktor der Zürcher Woche, 1969 für kurze Zeit Co-Chefredaktor der Weltwoche und von 1978 bis 1980 Co-Chefredaktor der annabelle.

## Werke
- Max Daetwyler (1886–1976): wohnhaft in Zumikon-Zürich, der Prophet mit der weissen Fahne (Friedensapostel), die Daetwyler-Story. In: Die Zürcher Woche, Nr. 40–45, Die Zürcher Woche, Zürich 1963, OCLC 610666090, ISSN 0044-541X (erschien auch noch 1964 und 1967).
- Ja, aber. Benteli, Bern 1973, DNB 57694579X.
- Heiri Gretler – der grosse Schweizer Schauspieler. Pendo, Zürich 1978, ISBN 3-85842-024-7
- Fast eine Weihnachtsgeschichte. Pendo, Zürich 1984, ISBN 3-85842-096-4
- Kolumnen aus zwei Jahrzehnten. Pendo, Zürich 1992, ISBN 3-85842-236-3

### Postum erschienen
- mit Bernhard Ruetz, Susanne Ruf, Maria Becker, Ulrich Kündig und Alex Bänninger: Heinrich Fueter (1911–1979): Produzent – Unternehmer – Filmpionier. Mit DVD. Herausgegeben vom Verein für Wirtschaftshistorische Studien, Zürich 2012, ISBN 978-3-909059-56-0 (= Schweizer Pioniere der Wirtschaft und Technik, Band 95).